# 勁爆冰上曲棍球24
《勁爆冰上曲棍球24》是2023年冰上曲棍球体育游戏，由EA Vancouver开发、EA Sports发行，对应PlayStation 4、PlayStation 5、Xbox One、Xbox Series X/S平台。
据Metacritic，游戏获得「总体好评」；据OpenCritic统计，游戏获得70%媒体推荐。